# Limbi romanice
Limbile romanice sau neolatine sunt toate limbile derivate din latina vulgară. Fac parte din subfamilia italică a limbilor indo-europene. Au mai mult de 700 de milioane de vorbitori nativi răspândiți în întreaga lume, mai ales în Europa, America de Sud și Africa.
Limbile romanice își au rădăcinile în așa-numită latină vulgară, sociolectul popular al limbii latine vorbit de legionari, colonizatori și comercianți ai Imperiului roman, deosebit de limba clasică folosită de clasele superioare ale societății. Între anii 350 î.Hr și 150 d.Hr., expansiunea imperiului a dus la aceea că latina a devenit limba dominantă a Europei de Vest și de Sud continentale, influențând de asemenea dialectele folosite în Marea Britanie, Africa de Nord și partea de nord a Balcanilor.
În timpul căderii Imperiului și după împărțirea lui în secolul al V-lea, dialectele latine au început să se diferențieze ducând la apariția limbilor noi. Imperii de peste mări create de Portugalia, Spania și Franța au dus la răspândirea limbilor romanice în lume. Acum, peste 70% din vorbitorii limbilor neolatine trăiesc în afara Europei.
În ciuda influențelor din limbile germanice și cele preromane, iar în cazul limbii române din cele slave – fonologia, morfologia, lexica și sintaxa tuturor limbilor romanice au evoluat în cea mai mare parte din latina vulgară. Toate au pierdut sistemul de declinare al limbii latine (totuși româna și-a dezvoltat unul prin punerea pronumelor demonstrative latine la sfârșitul cuvintelor) și prin urmare folosesc mai multe prepoziții.

## Evoluția limbilor romanice comparativ cu latina
Un studiu din 1949 al lingvistului Mario Pei care analizează gradul în care șapte limbi romanice s-au separat de latina vulgară în ceea ce privește vocalizarea accentului, a dat următoarele măsurători ale divergenței (cu procente mai mari indicând o divergență mai mare față de vocalele accentuate ale Latină vulgară): 
- Limbs sardă logudoreză: 8%;
- Limba italiană: 12%;
- Limba spaniolă: 20%;
- Limba română: 23,5%;
- Limba occitană (provensală): 25%;
- Limba portugheză: 31%;
- Limba franceză: 44%.

Studiul a subliniat, totuși, că acesta a reprezentat doar „o demonstrație foarte elementară, incompletă și provizorie” a modului în care metodele statistice ar putea măsura schimbările lingvistice, au atribuit valori punctuale „foarte arbitrare” diferitelor tipuri de schimbări și nu au comparat limbile din eșantion cu privire la nicio caracteristică sau formă de divergență, altele decât vocalele accentuate, printre alte avertismente.
Teritoriul pe care se vorbesc astăzi limbi romanice nu coincide cu cel al Imperiului Roman. Au fost pierdute pentru romanitate mai multe zone (Panonia, Dalmația, Thracia, Grecia, Moesiile (parțial întrucât există minoritatea română/vlahă sau aromână) Britania, Germania, Africa de nord). Acestea poartă numele de Romania Submersa („scufundată“) și mai păstrează uneori forme ale romanității în toponimie și vocabular.

## Grade de inteligibilitate reciprocă între limbile romanice
- [3]

| %          | franceză | catalană | italiană | portugheză | retoromană | română | spaniolă | sardă |
| ---------- | -------- | -------- | -------- | ---------- | ---------- | ------ | -------- | ----- |
| franceză   |          | 85       | 89       | 75         | 78         | 75     | 75       | 80    |
| catalană   | 85       |          | 87       | 85         | 76         | 73     | 85       | 76    |
| italiană   | 89       | 87       |          | 80         | 78         | 77     | 82       | 85    |
| portugheză | 75       | 85       | 80       |            | 74         | 72     | 89       | 76    |
| retoromană | 78       | 76       | 78       | 74         |            | 72     | 74       | 75    |
| română     | 75       | 73       | 77       | 72         | 72         |        | 71       | 75    |
| spaniolă   | 75       | 85       | 82       | 89         | 74         | 71     |          | 76    |
| sardă      | 80       | 76       | 85       | 76         | 75         | 75     | 76       |       |

### Exemple
Similaritățile lexicale și gramaticale ale limbilor romanice, precum și latina și fiecare dintre ele, pot fi puse în evidență cu ajutorul exemplelor următoare: 

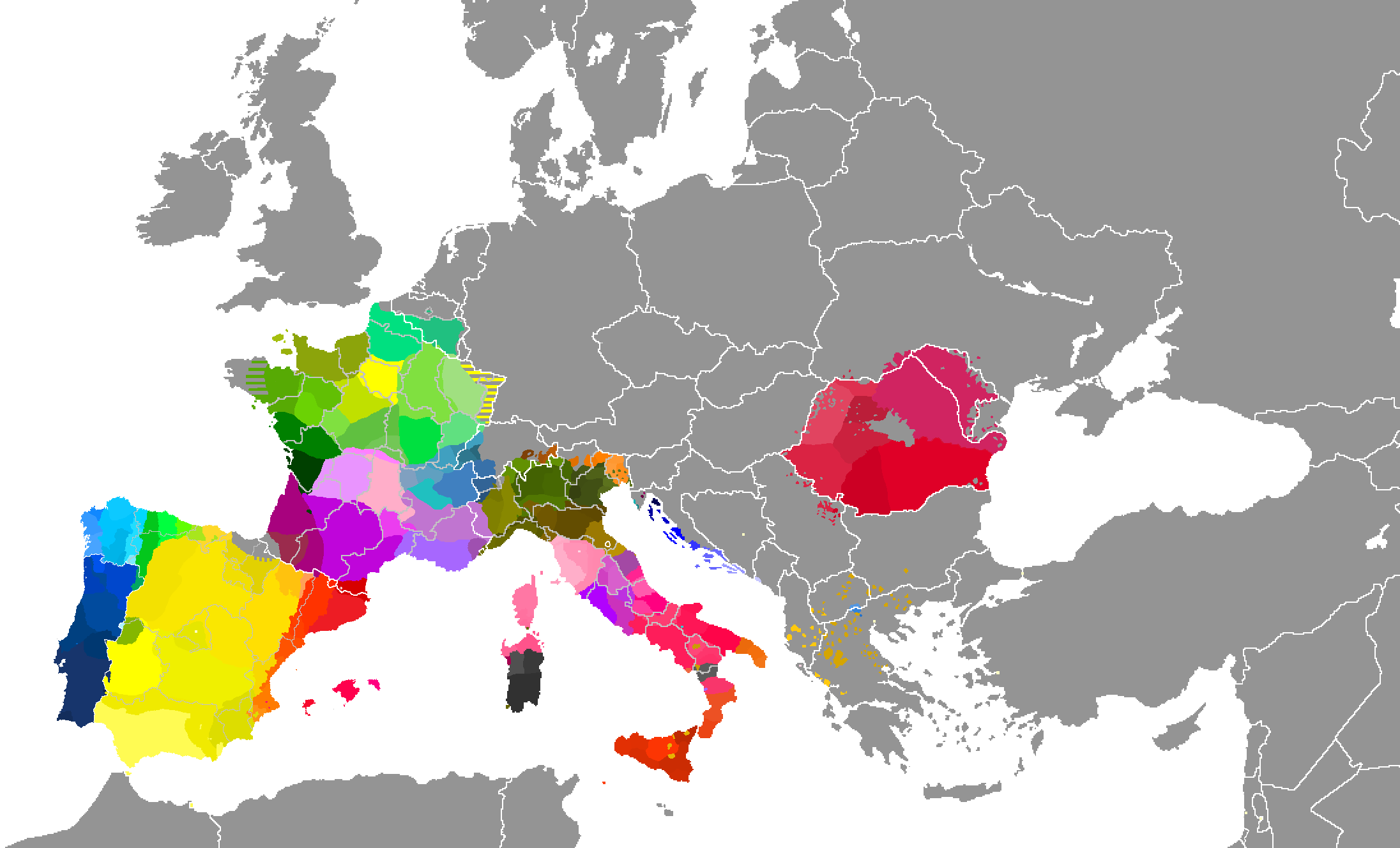
Limbi romanice

| Limba                       | Exemplu                                                                           |
| --------------------------- | --------------------------------------------------------------------------------- |
| latină                      | (Illa) claudit semper fenestram antequam cenat.                                   |
| latină vulgară              | (Ea) claudit semper illa fenestra antequam de cenare.                             |
| aragoneză                   | Ella tranca siempre la finestra antes de cenar.                                   |
| aromână                     | Ea încl’idi totâna firida nãinti di ținã.                                         |
| asturiană                   | Ella pieslla siempre la ventana/feniestra primero de cenar.                       |
| baresiană                   | (Jèdde) akjude sèmbe la fenèstre prime de mangè.                                  |
| bergamă (lombardă de est)   | (Lé) la sèra sèmper sö la finèstra prima de senà.                                 |
| boloneză                    | (Lî) la sèra sänper la fnèstra prémma ed dsnèr.                                   |
| burboneză                   | Alle farme terjou la croisée devant de souper.                                    |
| Bourguignon-morvandiau      | Ale clôt teujors lai fenétre aivant de dîgnai.                                    |
| calabreză                   | Idda sempi chiudi a finestra ant'a cina.                                          |
| catalană                    | (Ella) tanca sempre la finestra abans de sopar.                                   |
| corsicană septentrională    | (Ella) chjode sempre u purtellu nanzu di cenà.                                    |
| corsicană meridională       | (Edda/Idda) sarra sempri u purteddu nanzu di cinà                                 |
| dalmată                     | (Jala) inseruo siampro la finiastra prein de cenur.                               |
| emiliană                    | (Lē) la sèra sèmpar sù la fnèstra prima ad snàr.                                  |
| extremeño                   | Ella afecha siempri la ventana endantis e recenal.                                |
| franceză                    | Elle ferme toujours la fenêtre avant de dîner/souper.                             |
| franc-comtois               | Lèe çhioûe toûedge lai f'nétre d'vaïnt loù dénaie.                                |
| francoprovensală            | (Ye) hlou totin a fenetre deant que de cena.                                      |
| friulană                    | Jê e siare simpri la feneste prime di cenâ.                                       |
| gallo                       | Ol farme terjous la crouésée avant qe de dîner.                                   |
| galiciană                   | (Ela) pecha sempre a xanela/fiestra antes de cear.                                |
| Gallurez                    | Idda chjudi sempri lu balconi prima di cinà.                                      |
| guadeloupeană               | I toujou ka fenmé finèt-la avan i manjé.                                          |
| guianeză                    | Li ka toujou franmen finèt avan li manjé                                          |
| haitiană                    | Li toujou fèmen fenèt la avan li manje.                                           |
| istriotă                    | Gila insiera senpro lo balcon preîma da senà.                                     |
| italiană                    | (Lei) chiude sempre la finestra prima di cenare.                                  |
| iudeo-spaniolă              | Eya serra syempre la ventana antes de senar.                                      |
| leoneză                     | Eilla pecha siempres la ventana primeiru de cenare.                               |
| liguriană                   | (Le) a saera sempre u barcun primma de cenà.                                      |
| Martiniquais                | I toujou fèmen fénet-la avan i manjé.                                             |
| Magua                       | (Elle) à fàrm toujour là fnèt àvan k'à manj.                                      |
| Marchois (Basse-Marche)     | Ale fèrme totjorn la fenétre avant de sopar.                                      |
| maurițiană                  | Li touzour ferm la fenet avan li manze.                                           |
| milaneză (lombardă de vest) | Lee la sara semper su la fenestra innanz de disnà.                                |
| mirandeză                   | Eilha cerra siempre la bentana/jinela atrás de jantar.                            |
| mozarabă                    | (Eya) cierrad siembri al bentana primairo de chenar.                              |
| napoletană                  | Chella chiude sempe 'a fenesta primma 'e mangià.                                  |
| Neresinàz                   | (Onà) ∫atvorì vàvek punièstrá prìa od vicèrat.                                    |
| Nones                       | Ela la sera semper la fenestra inant zenar.                                       |
| normandă                    | Ol froume tréjouos la crouésie dévaunt qùé dînaer.                                |
| occitană                    | Barra totjorn la fenèstra (la croseia) abans de sopar.                            |
| picardă                     | Ale frunme tojours l’creusèe édvint éd souper.                                    |
| piemonteză                  | Chila a sara sèmper la fnestra dnans ëd fé sin-a.                                 |
| portugheză                  | (Ela) fecha sempre a janela antes de jantar.                                      |
| Réunionnais                 | Li ferme touzour la fenèt avan manzé./Elle i ferme toujour la fenèt avan d'mangé. |
| romagnol                    | (Lia) la ciud sëmpra la fnèstra prëma ad magnè.                                   |
| romanșă                     | Ella clauda/serra adina la fanestra avant ch'ella tschainia.                      |
| romanesco                   | (Quella) chiude sempre 'a finestra prima de magnà.                                |
| română                      | (Ea) închide întotdeauna fereastra înainte de a cina.                             |
| salentină                   | Edda chiuti sempri la fineštra mprima cu cena.                                    |
| sardă meridională           | Issa serrat sempri sa bentana in antis de cenai.                                  |
| sardă septentrională        | Issa serrat semper sa bentana in antis de chenare.                                |
| spaniolă                    | (Ella) siempre cierra la ventana antes de cenar.                                  |
| Sarvarien                   | Eia siampri ciarra la finiastra antis di cenari.                                  |
| sassareză                   | Edda sarra sempri lu balchoni primma di zinà.                                     |
| savoiardă                   | Lyé clyeu adé la fenétra dvan que gôtâ.                                           |
| siciliană                   | Idda chiudi/ferma sempri 'a finestra avanti ca pistìa.                            |
| Solandro                    | La sèra sempro/sèmper la fenèstra prima/danànt da cenàr.                          |
| toscană                     | Ella la hiude sèmpre la finèstra pria ddi scenà.                                  |
| Tourangeau                  | Ale farme terjors la fnête/crouèsèye davant d'soper.                              |
| Trentin                     | Èla la sera sèmpre la finèstra prima de zenàr.                                    |
| umbriană                    | Essa chjude sempre la finestra prima de cena'.                                    |
| vegliotă                    | (Jala) siara siampre la puniastra praima de ćenur.                                |
| venețiană                   | Eła ła sara senpre la fanestra vanti de disnàr.                                   |
| valonă                      | Ele sere todi li finiesse divant di soper.                                        |

## Tabela de comparație între limbile romanice
| Latină    | Sardă    | Siciliana      | Italiană | Spaniolă | Portugheză | Catalană | Franceză   | Română         | Lombardă | Retoromană |
| acquam    | àbba     | acqua          | acqua    | agua     | agua       | aigua    | eau        | apă            | acqua    | aua        |
| clave     | cràe     | chiavi / ciavi | chiave   | llave    | chave      | clau     | clef / clé | cheie          | ciav     | clav       |
| noctem    | nòte     | notti          | notte    | noche    | noite      | nit      | nuit       | noapte         | nott     | notg       |
| tempus    | tempu    | tempu          | tempo    | tiempo   | tempo      | temp     | temps      | timp           | temp     | temp       |
| familia   | família  | famigghja      | famiglia | familia  | familia    | família  | famille    | familie        | familia  | familia    |
| caballum  | cabadhu  | cavaddu        | cavallo  | caballo  | cavalo     | cavall   | cheval     | cal            | cavâl    | cheval     |
| dicere    | dicere   | diceri         | dire     | decir    | dizer      | dir      | dire       | zice           | dì       | dir        |
| ego       | égo      | eu/ju          | io       | yo       | eu         | jo       | je         | eu             | mi/me    | jau        |
| filium    | filiu    | figghju        | figlio   | hijo     | filho      | fill     | fils       | fiu            | fioeu    | figl       |
| facere    | facere   | faciri         | fare     | hacer    | fazer      | fer      | faire      | face           | fà       | far        |
| lingua    | límba    | lingua         | lingua   | lengua   | língua     | llengua  | langue     | limbă          | lengua   | lingua     |
| terram    | tèrra    | terra          | terra    | tierra   | terra      | terra    | terre      | țară           | terra    | terra      |
| pluviam   | próida   | chiuvuta       | pioggia  | lluvia   | chuva      | pluja    | pluie      | ploaie         | pieuva   | plievgia   |
| ārbore    | àrbore   | arburu         | albero   | árbol    | árvore     | arbre    | arbre      | arbore / copac | alber    | arbre      |
| hōmo      | ómu      | omu            | uomo     | hombre   | homem      | home     | homme      | om             | ómm      | um         |
| cælum     | chélu    | celu           | cielo    | cielo    | céu        | cel      | ciel       | cer            | cel      | chiel      |
| fenestram | fenestra | fineštra       | finestra | ventana  | janela     | finestra | fenêtre    | fereastră      | finestra | fanestra   |
| manum     | mànu     | manu           | mano     | mano     | mão        | mà       | main       | mână           | man      | maun       |
| nōvum     | nóvu     | novu           | nuovo    | nuevo    | novo       | nou      | neuf       | nou            | noeuv    | nov        |

## Clasificare

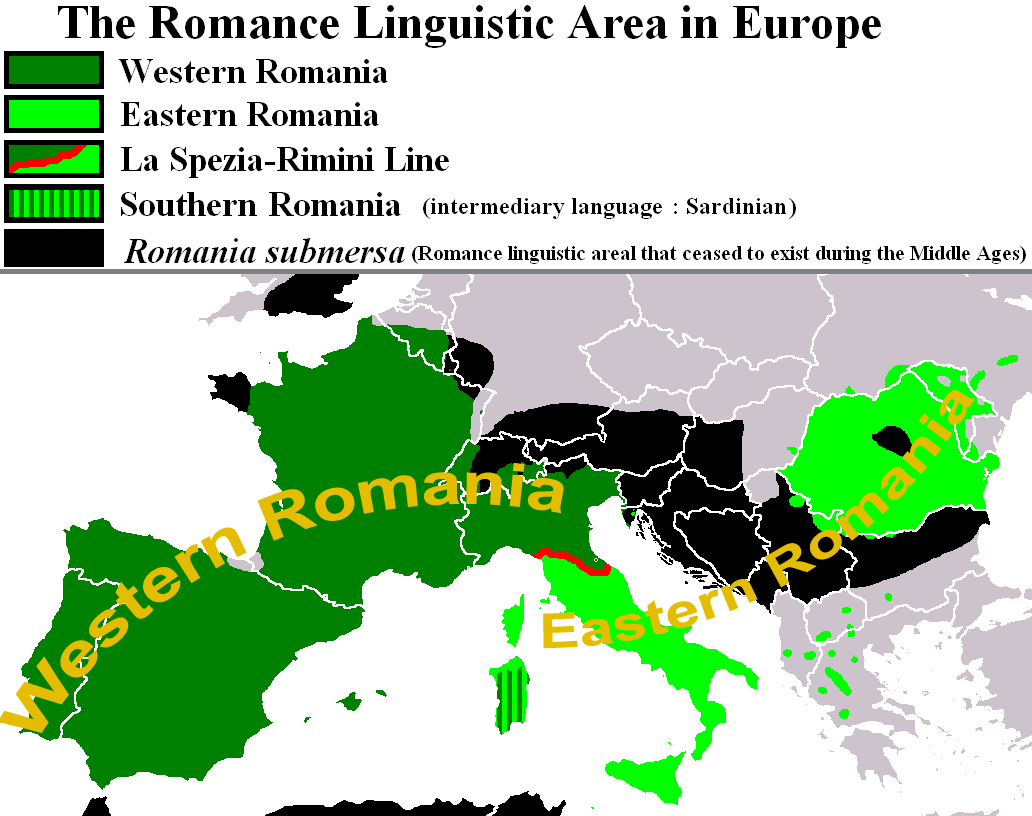
Limbile romanice de est, de vest și sudice

SIL International a alcătuit pentru limbile romanice clasificarea de mai jos.

### Limbile romanice de est
- Româna (în sensul larg al termenului) cu patru dialecte principale:[5]
  - dacoromână
  - aromână
  - istroromână
  - meglenoromână
- Dalmata †
- dialectele centrale și sudice ale limbii italiene (vezi și articolul Linia La Spezia-Rimini)

### Limbile romanice italo-vestice
- Limbi italo-dalmate:
  - Dalmată †
  - Istriotă
  - Italiană
  - Iudeo-italiană
  - Napoletano-calabreză
  - Siciliană
  - Corsicană
  - Venețiană
- Limbi romanice vestice:
  - Limbi galo-iberiene:
    - Limbi galoromanice:
      - Limbi galoitaliene:
        - Emiliano-romagnolo
        - Liguriană
        - Lombardă
        - Piemonteză

      - Limbi galorețiene:
        - Limbi oïl:
          - Grupul limbii franceze:
            - Franceza
            - Franceza acadiană
            - Picardă
            - Valonă
            - Iudeo-franceză
            - Normandă

          - Grupul sudestic:
            - Franco-provensală

Ramura italică a limbilor indo-europene

        - Limbi romanice retice (sau rețiane):
          - Retoromană sau romanșă
          - Ladină
          - Friulană

      - Limbi occitano-romanice
        - Occitană
        - Catalană

    - Limbi ibero-romanice:
      - Limbi iberice de vest:
        - Limbi asturo-leoneze:
          - Asturiană
          - Leoneză
          - Mirandeză
          - Extremeño

        - Limbi castiliene:
          - Ladină
          - Spaniolă
          - Spaniolă de junglă

        - Limbi portughezo-galiciene:
          - Fală
          - Galiciană
          - Portugheză

        - Limbi pirinean-mozarabice:
          - Aragoneză
          - Mozarabică †

### Limbi romanice sudice
- Limba sardă
  - Sasareză
  - Galureză
  - Logudoreză
  - Campidaneză

## Limbi creole
Următoarele limbi creole s-au format având la bază limbi romanice. Se indică locul unde se vorbesc aceste limbi.
- Bazate pe franceză:
  - Santa Lucia
  - Amapá (Brazilia)
  - Tayo (Noua Caledonie)
  - Seselwa (Seychelles)
  - Guadeloupe
  - Guyana Franceză
  - Creola haitiană
  - Karipúna (Brazilia)
  - Louisiana (SUA)
  - Mauritius
  - Réunion
  - San Miguel (Panama)

- Bazate pe iberice:
  - Papiamentu (Antilele Olandeze)

- Bazate pe portugheză:
  - Angolar (São Tomé e Príncipe)
  - Cafundo (Brazilia)
  - Sãotomense (São Tomé e Príncipe)
  - Fa D'ambu (Guineea Ecuatorială)
  - Sri Lanka
  - Insulele Capului Verde
  - Malacca (Malaysia peninsulară)
  - Macao (China)
  - Crioulo (Guineea-Bissau)
  - Principense (São Tomé e Príncipe)
  - Ternateño (Indonezia (Maluku))
  - Timorul de Est
  - Korlai (India)

- Bazate pe spaniolă:
  - Chavacano (Filipine)
  - Palenquero (Columbia)